# Георг I фон Рехберг
Георг I фон Рехберг (на немски: Georg I von Rechberg; † пр. 9 януари 1506) от благородническия швабски род Рехберг в Кронбург е господар в Илерайхен (до Алтенщат на Илер в Бавария), Илербойрен и Келмюнц в Швабия, императорски съветник, управител на Лауинген 1482 г., вюртембергски съветник и обер-амтман на Блаубойрен 1497 г.
Той е третият син, петото дете на Гауденц фон Рехберг († 1460) и съпругата му Маргарета фон Фраунхофен († сл. 1463), дъщеря на Хайнрих фон Фраунхофен и Елзбет фон Пухберг.
През 1478 г. господарите фон Рехберг получават стария замък Кронбург и го престоряват между 1490 и 1536 г. на днешния зъмък-дворец Кронбург остава в техните ръце до 1619 г. Родът е издигнат 1577 г. на фрайхерен и 1607 г. на графове.

## Фамилия
Георг I фон Рехберг се жени пр. 13 декември 1475 г. за Барбара фон Ландау († 28 юни 1499, Илерайхен), вдовица на Йохан фон Верденщайн, дъщеря на Лутц фон Ландау и Амалия Бесерер фон Ефрицвайлер. Те имат пет деца:
- Гауденц II фон Рехберг († 26 септември 1540 в Остерберг), женен пр. 2 юни 1511 г. за Магдалена фом Щайн цу Жетинген († сл. 1556)
- Урсула фон Рехберг († сл. 1553), омъжена за Мориц фон Алтмансхофен († пр. 22 ноември 1535)
- Барбара фон Рехберг († 15 април 1522), омъжена I. за граф Фридрих III фон Хелфенщайн-Визенщайг (1479 – 1502), II. за Филип фон Рехберг († 28 октомври 1529)
- Сибила фон Рехберг († сл.1516), омъжена за Волф Дитрих фон Кноеринген († сл. 1516)
- Георг II фон Рехберг († 1549/1555), женен I. за Барбара фон Фрундсберг, II. на 30 януари 1514 г. за Анна фон Емс († сл. 1549)